# Vooroordeel

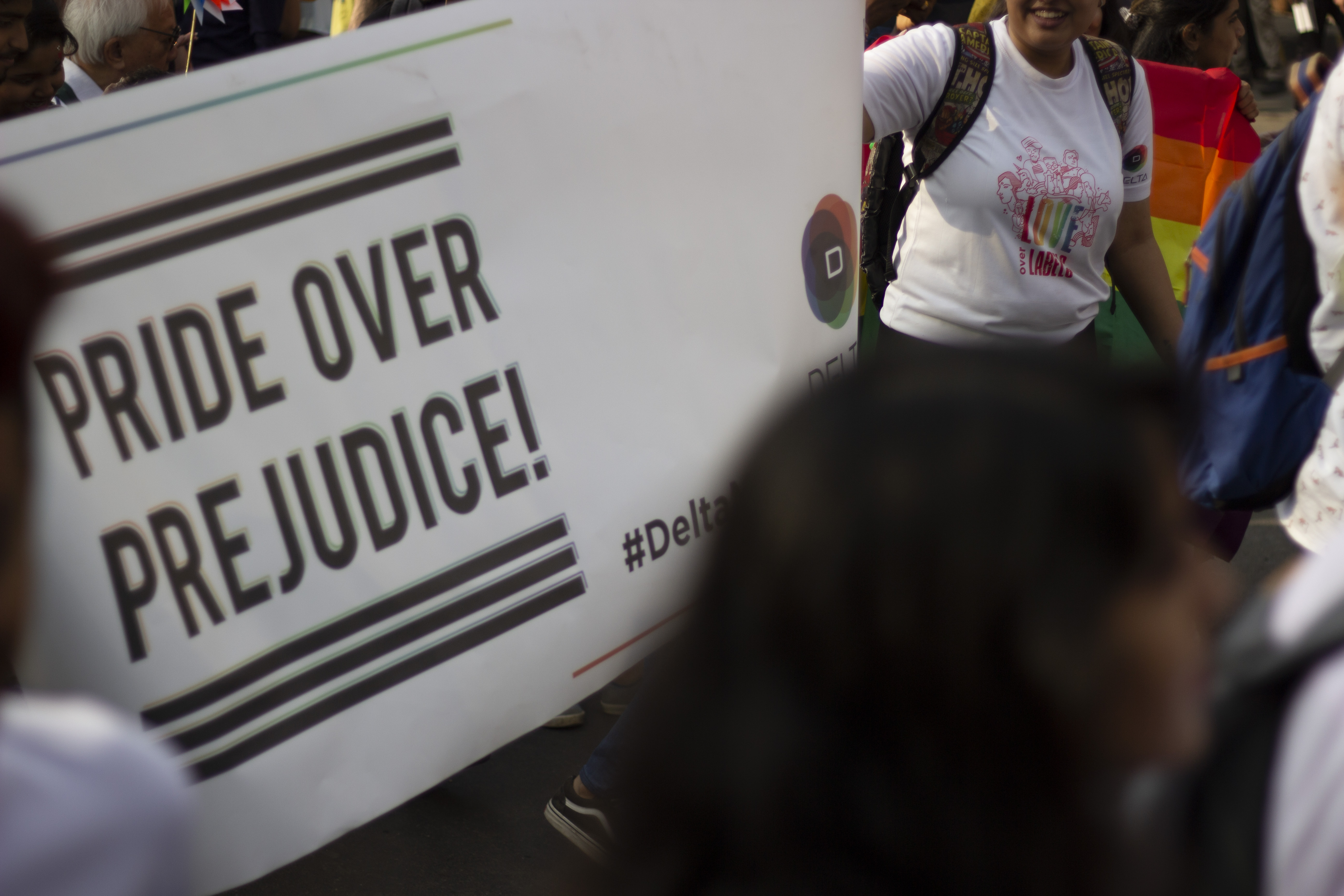
Pride Over Prejudice!

Een vooroordeel is een mening die niet op feiten, kennis, ervaring of waarneming is gebaseerd, en daarom niet-rationeel is. Voltaire definieerde een vooroordeel als een mening zonder oordeel.
Een vooroordeel is een mening over iemand of een groep mensen, zonder dat er rationele overwegingen aan ten grondslag liggen. Het gaat bijvoorbeeld over één geïsoleerd kenmerk van een stereotype. Als resultaat van generaliseringen ontstaan vooroordelen.
Voorbeelden van vooroordelen zijn: alle Duitsers hebben bierbuiken, Belgen zijn dom, Nederlanders zijn krenterig, dikke mensen zijn gezellig.
Een vooroordeel kan gezien worden als een veelvoorkomende menselijke fout in het denken, redeneren of het nemen van beslissingen.
Vooroordelen zijn een menselijk hulpmiddel om een (te) grote stroom aan informatie in pakketten op te slaan in het geheugen. Het is onmogelijk om alle informatie die tot iemand komt te verwerken, om die reden worden groepen aan één kenmerk gekoppeld. Dit kenmerk is dan beeldbepalend.
Vooroordelen maken de belevingswereld overzichtelijk en zijn dan simplificaties.
Vooroordelen kunnen negatieve gevolgen hebben. Anderen kunnen lijden onder foutieve bestempeling.
Het is moeilijk om boven eigen vooroordelen te staan en ze hebben dan negatieve gevolgen op de manier waarop men met mensen omgaat. Als mensen op basis van deze vooroordelen worden achtergesteld, is er sprake van discriminatie.
Het is moeilijk de eigen vooroordelen te onderkennen omdat zij onbewust zijn. Niemand geeft graag toe dat zij/hij door vooroordelen wordt beheerst. Daarom zijn vooroordelen hardnekkig en als een bepaalde groep eenmaal een etiket heeft gekregen is het moeilijk dit te veranderen. Een goede manier om eigen vooroordelen te leren kennen is kennis verwerven. Door mensen of een groep mensen beter te leren kennen wordt duidelijk dat vooroordelen op onjuiste veronderstellingen berusten en daarom onwaar zijn.
In 1954 schreef Gordon Allport het boek 'The Nature of Prejudice'. Allport beweerde dat vooroordelen een natuurlijk en normaal proces zijn voor mensen. Het is onvermijdelijk, aangezien "de menselijke geest denken met behulp van categorieën...". Om die vooroordelen te verminderen, benadrukt Allport in zijn boek het belang van de contacthypothese. Deze theorie stelt dat contact tussen verschillende (etnische) groepen vooroordelen tegen die groepen kan verminderen. Allport heeft daarbij voorwaarden verbonden aan de omstandigheden waarbij contact plaatstvindt om positief contact te bevorderen en vooroordelen te verminderen.